# Улица Сезам
Улица Сезам је амерички ТВ серијал за децу, познат по квалитетном образовном садржају комбиновано са визуелним доживљајем популарних Мапетових лутака (The Muppets). Мајсторски покретани ликови луткарског генија Џима Хенсона (Jim Henson) и његових сарадника на креативан начин помажу у преношењу тог знања деци. Програм је пун и анимације, хумора, кратких филмова и културалних илустрација у интерпретацији деце, а скечеви уз гостовање познатих домаћина емисије преносе референце из поп културе.
У Америци Улица Сезам је искључиво емитована у јавном сервису преко станице PBS, а тек однедавно се појавила и на приватној телевизији HBO, 16. јануара 2016. Настанком Улице Сезам створена је по први пут на телевизији комбинација дечјег шоу програма са едукативним садржајем заснованим на курикулуму. Такође је то био први телевизијски шоу чији ефекти на образовање су били предмет озбиљних анализа.
Улицу Сезам су осмислили продуценткиња Џоан Ганз Куни (Joan Ganz Cooney) и психолог Лојд Морисет (Lloyd Morrisett). Прва епизода је приказана 10. новембра 1969. године уз подељене реакције. Иновативни програм се делу публике одмах свидео, други су га критиковали, али је гледаност засигурно била велика.
О успеху серијала говори чињеница да је 2001. године било преко 120 милиона гледалаца различитих интернационалних верзија Улице Сезам, а у 2009. години, на четрдесету годишњицу програма већ је био емитован у више од 140 земаља света. У Америци је у истој години – са огромном конкуренцијом сличних програма – Улица Сезам била 15. најгледанија дечја ТВ емисија. Једна анализа из 1996. године је показала да је 95% свих америчких малишана предшколског узраста видела бар једну емисију до своје треће године. У 2008. години се сматрало да је најмање 77 милиона Американаца као дете гледало серијал. Закључно са 2014. Улица Сезам је добила 159 Емија (Emmy Award) и 8 Грамија (Grammy Award) — више од било које друге дечје емисије.

## Историјат

### Рађање идеје
Прва идеја за серијал настала је кроз неформални разговор ТВ продуценткиње Ганз Куни и психолога Морисета 1966. док су у приватном разговору разглабали идеју концепта телевизије "која је употребљива и за нешто друго осим за забаву". Обоје су били преокупирани социјалним питањима. Куни је раније већ експериментисала са образовним ТВ емисијама а исте је године добила и ЕМИ за документарац о сиромаштву у Америци. Са̄м Морисет – који је касније назван "финансијски отац улице Сезам" – представљао је добротворну фондацију Карнеги (Carnegie Foundation) која је делила донације организацијама које су бринуле о образовању угрожене, сиромашне предшколске деце и деце мањина у Америци. Закључак који су Ганз Куни и он донели је био да ТВ може бити алат који и са најмањим улагањима може да досегне милионе деце.
Идејни концепт је зачео, али је остало питање како да се то изведе. Тако да су у наредним годинама контактирали мноштво експерата за дечје образовање и консултовали стручњаке за мултимедијалне садржаје широм САД и Канаде. Дошло се до студије која је дала сажет преглед гледалачких обичаја деце, и Куни је своја истраживања објавила под насловом "ТВ као алат предшколског образовања" (Television for Preschool Education).
Према налазима студије у најтежем положају код припреме за школу била су деца из сиромашних и мултиетничких средина, те је то и постао фокус планиране емисије. У то време, ТВ још није имао утицаја на широке масе, није био приступачан свакоме, а Куни је ипак поставила следећу одредницу: треба на овоме радити у највећем квалитету продукције, сценарија, филма и анимације, и досегнути највећу могућу аудијенцију. Куни је такође имала на уму да ТВ апарате контролишу родитељи и старија браћа деце, тако да она и немају приступа њима примереној емисији, те је сматрала да материјал који буду приказали мора да "едукује" и одрасле, ширећи образовне вредности и то средвима универзалног хумора. За децу је то добра ментална гимнастика у њиховом покушају да схвате компликовани свет одраслих. Стога је Куни осмислила систем постављања славних личности домаћинима емисије, што би стимулисало родитеље да серијал гледају заједно са децом као породица.
Дало се на посао, новцем добијеним од добротворне Карнеги Фондације, и основан је студио Children's Television Workshop (CTW) који би окупио креативне људе за остварење идеје. У оснивању компаније помагале су и установе федералног система (владе САД) јер је такав пројекат веома скуп, и мора се на њему мукотрпно радити да би био и компетитиван на пољу мултимедија. Следила је припрема од годину и по дана, само да би се створио дечји програм – улагање незапамћено у историји телевизије. Свака поједина епизода коштала је 28.000 долара. Куни је створила и први тим продуцената: Џон Стоун (Jon Stone) је одговарао за сценарије, кастинг и формат, Давид Конел (David Connell) се заузео за режирање анимација, а Семјуел Гибон (Samuel Gibbon) посредовао између шоуа и истраживачког тима социолога и педагога. Што се тиче стручног савета, студио је на пример ангажовао Харвардског професора Џералда Лесера (Gerald S. Lesser) да уређује едукативне циљеве програма и креативне методе за остварење истих. Он је током 1968. у околини Бостона и Њујорка организовао стручне семинаре са мноштвом експерата из разних области да сакупи идеје за курикулум пројекта Улица Сезам – листу потенцијалних тема за обраду и приказивање.
Стручњаци су већином предлагали да програм сугерише развој когнитивних способности деце, што је налагао конвенционални школски систем и што су мислили да очекују и родитељи од овакве емисије. Међутим, на једном од семинара појавио се Џим Хенсон. Лесер је био упознат са радом великог луткара и следећим легендарним речима предложио госпођи Куни његов улазак у тим: 
| „Ако га (Хенсона) не успемо убедити да се прикључи, боље да заборавимо на лутке, и шоу урадимо без њих.” |

### Домаћини емисије
Након припрема које је спровео Стоун, током кастинга глумаца, певача и других популарних личности снимљен је пробни материјал. Стручњак за дечје медије Ед Палмер (Edward Palmer) је тада те филмове приказао насумично изабраној групи деце, и глумци који им се највише свидели били су одабрани. На пример афро-америчка глумица Лорета Лонг (Loretta Long), тада публици једва позната, ушла је у шоу као стални карактер, због реакције деце која је стојећи певала са њом само гледајући њен снимљен кастинг!
Пробне емисије које нису биле намењене јавном приказивању, јула 1969. такође су представљене у 60 насумице бираних домова у Филаделфији и у Њујоршким обдаништима, а резултат је био одличан – план "је упалио"!

### Име серије
Улица Сезам је улица где живе карактери серијала, у приграђу Њујорка.
Продуценти су на основу свега изнетог одлучили да се театрална радња дешава унутар просечне Њујоршке улице у забаченој четврти, што је такође било ексцентрично за један такав шоу. Улица је добила фиктиван назив који се види на уличној табли током радње серијала. Стоун, за кога се сматрало да је дунуо "душу у пројекат" је сматрао да ће само у таквом "свакодневном" окружењу заиста и приградска деца моћи да се поистовете са изнетим порукама. Постојала је, међутим, крута и груба страна те урбане средине, негативни елемент који ствараоци шоуа нису желели пренети, већ су га ублажили и то исто грубо окружење познато деци као место свакојаких трагедија и проблема претворили у нежно и слатко, погодно за учење.
Уличне сцене су, речима Палмера, биле лепак који је спојио различите делове шоуа. И оне су пажљиво планиране, на пример видело се да је пажња деце која је глумила у одређеним луткарским сценама била добра, док им се пажња напољу "расипала". Дечји психолози су то приписали ефекту да децу збуњује присуство лутки и глумаца заједно, али продуценти у то нису поверовали и преписали сценарио који је предвиђао да сцене на улици искључиво играју људи. Тако је настала Велика птица, и Оскар, чудовиште које говори из канте за смеђе и низ других лутки које се појављују заједно са глумцима у интеракцији са децом. Продуценти су се први пут супротставили савету експерата и нису то зажалили. И ово "је упалило". И колико су упалила пернато-длакава симпатична чудовишта? До краја 1970. Велика птица се нашла на корицама Тајм магазина, и у то време већ је примала више фан-порука него сви људски карактери емисије заједно.

### Џим Хенсон
Шоу нису само карактерисале добре образовне и филмске одлуке, али су га пратиле и добре комерцијалне. Наиме, требало је подизати средства и за развој концепта не само да би се одржао темпо продукције. Хенсон, који је природно имао ауторска права над луткарским ликовима које је створио, у почетку је био неодлучан у вези комерцијализације, продаје играчака, књига и других продуката са логоом Улице Сезам, али је пристао након што му је обећано да ће сви профити бити употребљени за развој серије. Студио CTW је инсистирао на пуној контроли жигосаних производа, који су морали служити едукативној а не комерцијалној сврси, морали бити јефтини, и забрањена је била њихова реклама током приказивања серијала.
Хенсон (1936–1990) је био "Дизни" луткарства. Дао је неизбрисив допринос развоју Улице Сезам, био учитељ и инспирација читавих генерација не само на пољу луткарства, него у низу образовних медија.
Број Мапета је у емисији постепено растао. Гроф вампир (Count von Count) је остварење Џерија Нелсона (Jerry Nelson), који је такође био глас слонићу Шмркалу (Mr. Snuffleupagus), великој лутки коју је покретало двоје људи. Тиму се као неискусни 18-годишњак прикључио Ричард Хант (Richard Hunt) и убрзо створио низ карактера као што су крава Гледис (Gladys the Cow), Заборавни Џоунс (Forgetful Jones), Музичар Дон (Don Music) и радник Сали (Sully). Мало црвено чудовиште Тели (Telly Monster) створио је Брајан Мул (Brian Muehl), а касније га покретао Марти Робинзон (Marty Robinson). Један од познатијих (и много комичних) ликова, све до данас, је „Куки монстер“, кога је осмислио Франк Оз (Frank Oz). Фран Брил (Fran Brill) била је прва жена луткарски уметник која се прикључила Хенсоновом тиму и Мапетима додала Прери Даун (Prairie Dawn), лутку мале девојчице. Сав тај развој, кроз учешће у пројекту Улице Сезам, донео је Хенсону шире признање, те је 1975. искоракнуо и створио Мапет Шоу који му је коначно дао међународну фаму. (Мапет Шоу је, рецимо, био популарнији код нас од Сезама.) Продукција и први "наступ" Мапет Шоуа сниман је у Лондону, где је Хенсон повео луткаре из тима, али није окренуо леђа ни Улици Сезам, на којој су и даље радили, чак и са већим интензитетом, и са новим идејама.
1980-те су донеле промене не у развој шоуа али у његово окружење. Држава је 1984. умањила комерцијалне рестрикције на дечје програме које су ограничавале рекламирање, и дечја телевизија се након тога јаче комерцијализовала. Улица Сезам је наставила свој успех, без обзира што је паралелно са том одлуком влада САД укинула суфинансирање програма. До 1987. студио је стао на ноге и постао самоодржива установа: чисто продајом својих књига и часописа, разних промотивних производа и међународним лиценцирањем саме емисије CTW је зарађивао $42 милиона годишње — довољно да покрије две трећине својих трошкова. Шоу је тежио да досегне још више младих гледалаца, проширењем курикулума на теме као што су међусобни односи, етичка питања, и однос према добрим и лошим осећањима. У овом периоду издваја се и следећи развој догађаја. Глумац Вил Ли (Will Lee), који је од самог почетка играо трговца Хопера (Mr. Hooper) 1982. је преминуо. Тим је одлучио да уместо да карактер замени другим, покуша деци да објасни његову смрт и тиме се одужи вољеном колеги. Ангажован је тим психолога, религиозних радника, и стручњака за опхођење према губитку и боли, који су направили студију и тестирали да ли ће деца бити у стању да схвате њихову поруку о смрти господина Хопера. Епизода је пуштена на Дан захвалности када су америчке породице заједно за празник, и деца са родитељима могу да разговарају о томе – и предшколска деца су разумела! Епизода је одмах номинована за ЕМИ, и била дирљива не само гледаоцима, него је потресла и тим, који је плакао током снимања.
Охрабрени тиме, и схвативши да деци готово нико не објашњава "одрасле" елементе живота, чак ни у књигама, теме су проширене и на љубав, брак и породицу. Био је и то позитиван експеримент, деца су гледала и разумела.
1990. је донела тежак ударац пројекту – смрт Џима Хенсона, због безазлене и тврдоглаво нелечене упале грла, као и постепени губитак многих других који су у почетку били са њима. Ускоро се појавила и тешка конкуренција у облику ружичастог диносауруса Барнија (Barney & Friends) и гледаност Улице Сезам је почела да пада. До краја 1999. године стање је постало толико критично да је морало поново приступити детаљним студијама и видети, шта се променило за тих 30 година, зашто се деци више није свиђао формат Улице Сезам.

### Елмо
Малом црвеном чупавку, Елму који је раније (створен већ 1980.) био само маргинални лик, поверен је завршни део емисије у 15 минута под називом "Елмов свет" (Elmo's World). За разлику од претходног главног дела, који је у главном био реалистичан, овај наративни свет Елма у фантазији је привукао пажњу. Деца су заволела Елма и он је постао "отелотворење" Улице Сезам, или речима његовог луткара Кевина Клаша (Kevin Clash) својеврстан телевизијски "феномен".
Међутим, и Елмов Свет је "дошао на ред" и престао са емитовањем 2009., када су продуценти одлучили да га замене садржајем за мало већу децу и тако подигну гледаност. И у томе су успели, заступљеност трогодишњака који су гледали емисију порасла је за 41%, четворогодишњака за 4%, а петогодишњака за 21%. Ипак, симпатични Елмо није потпуно отишао, јер је 2012. његов "свет" само замењен "Елмовим Мјузиклом" (Elmo the Musical) који је сад већ намењен нешто старијој, не само предшколској публици.

## Формат емисије
Емисија је замишљена као "јак визуелни стил, са брзим покретима акције, смехом, анимацијом и краткометражним филмским садржајима". Када је серијал кренуо, већина психолога је веровала да он неће бити успешан, јер деца нису у стању да дуготрајно задрже пажњу на истом предмету интересовања. И сами стрепећи од тога, продуценти су у почетку "уличне сцене" и сцене на отвореном често прекидали "клиповима" где су ускакале лутке, скечеви, анимације.
Показало се да су деца и те како у стању да испрате причу, ако је она довољно занимљива. Улица Сезам, чак и данас, има бонусе од по пола сата, без проблема са гледаношћу истих.
Наравно, концепт се мењао и обликовао по захтевима времена. Серија је временом морала да се избори са трендовима и социјалним променама, те опстаје тако што се у њој стално појављују нове ствари, уз да се и даље могу видети омиљени ликови као што су Елмо и Велика птица. Плаво чудовиште „Куки монстер“ сада показује знаке самоконтроле и не прождире само колачиће, већ понекад једе и воће и поврће. Но не сме се заборавити да је 1973. године Улица Сезам била једна од свега две телевизијске емисије за предшколску децу, а данас се такмичи – и то упешно – са 84 дечја програма на телевизији и безброј других преко интернета.
Улица Сезам је 2006. лансирала свој канал и на Јутјубу. Најпопуларнији видео канала је "Елмова песма" која је имала близу 86 милиона прегледа од када је 2009. постављена на Јутјуб.

## Едукативни концепт
Ако би се сумирала визија пројекта, то би звучало овако: "ако ако можеш да задржиш пажњу деце, можеш да их и васпиташ и образујеш."
Све је кренуло као један велики експеримент, у времену када се није ни сањало где ће да иде телевизија и мултимедија, каква је данас.
Али циљ није била само било каква едукација, него предшколско образовање и припремање на живот малишана из сиромашнијих средина, равноправно са онима из богатијих. Иза тог циља је била бескомпромисан хуманост и људскост продуцената и креативност уметника који су у све унели и део себе. Пропагирано је и заједничко, породично гледање ТВ-ја, тако да деца и њихови родитељи гледају емисију која може да забави обоје, и о њој могу да причају, уместо да деци буде препуштена слобода да гледају шта хоће (као данас) без родитељског надзора и без потпуног схватања шта су гледали.
Кроз авантуре јунака серије и кроз начине како су на комичан начин решавали међусобне нарушене односе, свађе и конфликте, као и последице својих глупости и неодговорности, ако је дошло до тога, деца су учила на практичан начин.
Залажући се за равноправност у свету подељености, серија од самог старта приказује разне расе и припаднике разних етничких заједница. Данас се такође редовно појављују хендикепирана деца.

## Емитовање у Србији и околини

### Историја емитовања
Као и у остатку света, серијал је и на простору бивше Југославије брзо стекао популарност, и током 70-их и 80-их година утицао на развој овдашње културе. У савременој Србији свако дете познаје Елма и дружину.
На простору СФРЈ као један од центара тадашњег уметничког и културног живота Загреб је – чак и пре приказивања на ТВ-у – угостио прву појединост везану за серијал: на првом Загребачком фестивалу анимираног филма 1972. године представљен је филм Џима Хенсона "Број дванаест растура" (Number Twelve Rocks) из серијала Улица Сезам, и освојио награду за најбољи анимирани филм.

### Доступност данас
У Србији, Црној Гори, Босни и Херцеговини и Македонији се емитовала на Хепи ТВ, Ултра ТВ, Pink Super Kids и Минимакс ТВ, синхронизована на српски језик, и то као викенд пакет неколико сегмената серије, као што су "Играј се Сезаме" (Play With Me Sesame), "Елмов свет" (Elmo's World), "Пустоловине Ернија и Берта" (Bert and Ernie's Great Adventures), и други.
Серија се емитује и на Косову и Метохији, у посебној продукцији, и то на српском и албанском језику. Станица РТК емитује верзије на оба језика, док станице унутар мреже ТВ Херц, ТВ Мост и ТВ Пулс преносе само српску верзију. Обе језичке верзије емитују се још од фебруара 2005. године.